# Meeuwen-Gruitrode
Meeuwen-Gruitrode là một đô thị ở tỉnh Limburg, Bỉ. Tại thời điểm ngày 1 tháng 1 năm 2006,  Meeuwen-Gruitrode có tổng dân số 12.583 người. Tổng diện tích là 91,26 km² với mật độ dân số 138 người trên mỗi km².